# 米爾魏爾湖 (富克斯塔爾)
47°55′28″N 10°47′40″E / 47.924409°N 10.794518°E

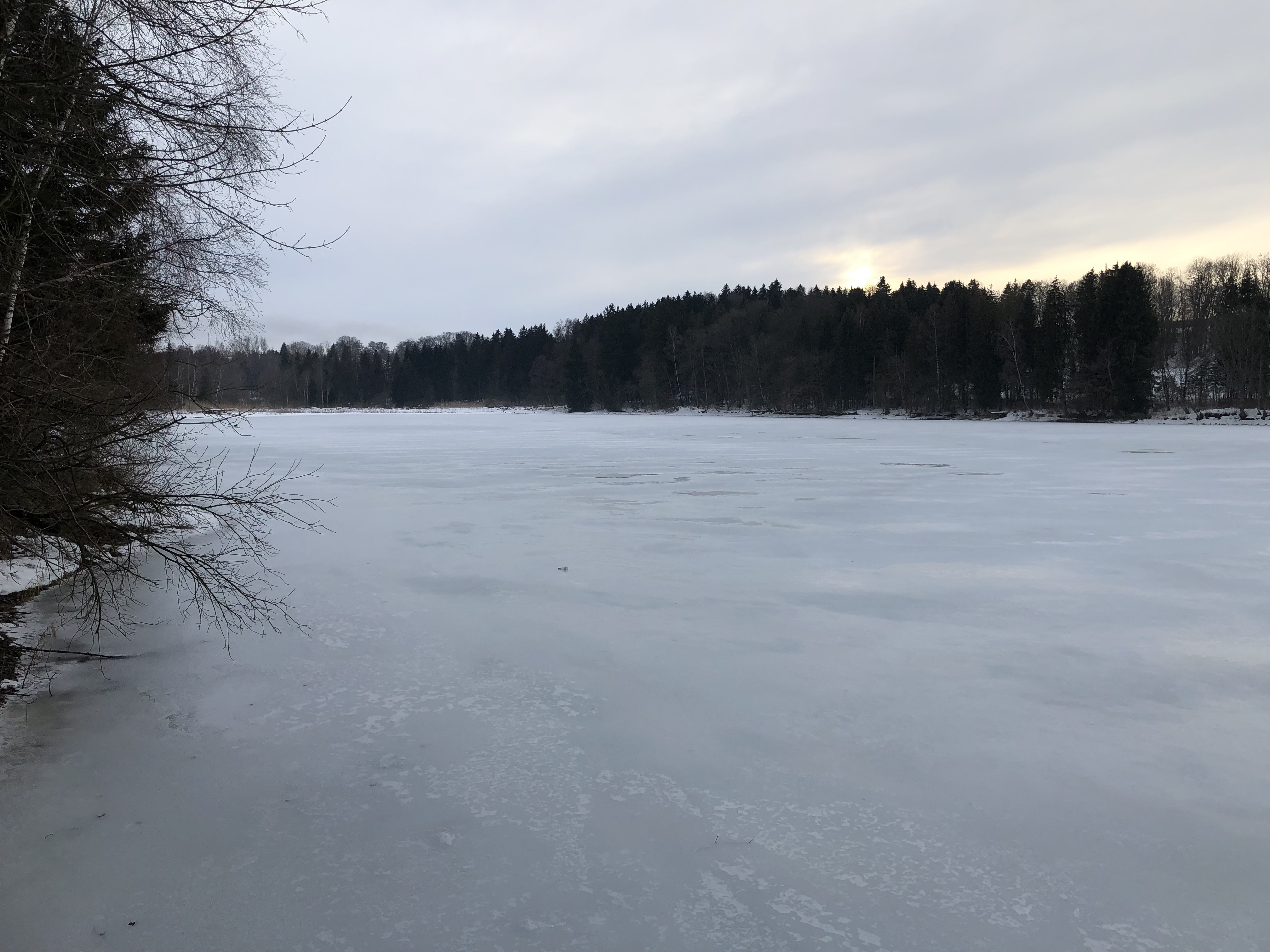

米爾魏爾湖（德語：Mühlweiher），是德國的湖泊，位於該國東南部，由巴伐利亞州負責管轄，處於富克斯塔爾，長0.38公里、寬0.18公里，面積0.06平方公里，海拔高度688米，湖岸線長度1.1公里。